# Sidney W. Fox
Sidney Walter Fox (1912-1998) là nhà sinh vật hóa học người Mỹ. 

## Nghiên cứu về sự trùng phân tạo nên các đại phân tử hữu cơ trong điều kiện Trái Đất nguyên thủy
Để chứng minh các đơn phân như amino acid có thể kết hợp với nhau tạo nên các chuỗi polypeptid đơn giản trong điều kiện Trái Đất nguyên thủy, năm 1950, Fox cùng với các cộng sự đã tiến hành thí nghiệm đun nóng hỗn hợp các amino acid khô ở nhiệt độ 150 đến 180 độ C và đã tạo ra các chuỗi polypeptid ngắn được gọi là polypeptid nhiệt.